# Soumokil-beker
De Soumokil-beker, was een Nederlands bekercompetitie, waarin tussen 1971 en 1989 jaarlijks gestreden werd door Zuid-Molukse voetbalclubs in Nederland. Het toernooi om de Soumokil-beker, dat beschikbaar gesteld werd door de Stichting Mr. Dr. C. Soumokil, werd jaarlijks traditiegetrouw afgewerkt in de zomermaanden op Sportpark De Kruitmolen in Middelburg.
Het bekertoernooi werd beschouwd als het belangrijkste voetbaltoernooi van de Molukse gemeenschap, waar een sociaal en sportief netwerk gecreëerd werd, voetballers gescout werden voor het representatieve Zuid-Moluks voetbalelftal en clubs en spelers in kaart werden gebracht door de Molukse commissie van de KNVB.

## Geschiedenis
In de jaren 1971 en 1972 organiseerde het Sociaal-cultureel centrum voor Zuid-Molukkers en de Stichting Mr. Dr. C. Soumokil, in samenwerking met de Stichting sportbelangen Middelburg, een voetbaltoernooi om de Mr. Dr. Soumokil-wisselcup. Hierbij werden Zeeuwse voetbalclubs uitgenodigd bij de Sportvereniging Jong Ambon, waar vriendschappelijk gespeeld werd in een toernooi met een eerbetoon aan Chris Soumokil, de tweede president van de Republiek der Zuid-Molukken.
In het kader van het Sport- en muziekfestijn voor de Zuid-Molukse gemeenschap in Nederland, werd er op 17 juni 1972 eveneens in Middelburg een voetbaltoernooi gehouden voor Zuid-Molukse voetbalclubs die uit alle delen van Nederland gekomen waren. Voor de eerste twee edities van het communautair voetbaltoernooi werd er nog gespeeld om de Elf Provinciën-beker, maar na 1974 werd voortaan de befaamde Mr. Dr. Soumokil-wisselcup ingezet als de hoofdprijs van deze bekercompetitie, die voortgezet werd als het voetbaltoernooi om de Soumokil-beker.
Het deelnemersveld van dit voetbaltoernooi bestond uit Zuid-Molukse voetbalclubs uit woonoorden en Molukse wijken, waarvan een aantal voetbalverenigingen niet onder auspiciën van de Koninklijke Nederlandse Voetbalbond (KNVB) stonden, maar uitkwamen in andere sportorganisaties of voetbalbonden. Dit gegeven zorgde ervoor dat de deelnemende Molukse teams met al hun eer en trots het bekertoernooi beschouwden als een soort nationale beker. Tijdens de hoogtijdagen trok dit toernooi zo'n 1500 Molukse bezoekers naar Zeeland. Een groot deel van de Molukse gemeenschap was bij de organisatie betrokken waar er voor vertier werd gezorgd met Molukse muziekbands en er ook Indische gerechten werden gekookt voor honderden voetballers en hun fanatieke aanhang. Het kwam eveneens voor dat Molukse profvoetballers zich voor de gelegenheid aansloten bij een Molukse voetbalvereniging om zodoende voor de prestige en de sfeer te kunnen meespelen aan dit onderlinge voetbaltoernooi.

Elftalfoto van FC Bintang Muda uit Lunteren, 1981.

Clubs die het bekertoernooi gewonnen hebben zijn SV Jong Ambon, FC Amboina, FC Maluku, FC Kondo Budjang en FC Tunas. Rond 1990 raakte de Soumokil-beker verdwenen en sindsdien werd het toernooi niet meer georganiseerd.

## Overzicht bekeredities (1972-1989)
De Molukse welzijnsstichting organiseerde elk seizoen voor haar gemeenschap een toernooi om de Soumokil-beker, een wisseltrofee die uitgereikt werd aan het team dat het bekertoernooi won. 
- De eerste editie van de Mr. Dr. Soumokil-wisselcup, die op 17 juni 1972 in het kader van het Sport- en muziekfestijn voor de Zuidmolukse gemeenschap werd georganiseerd in Oost-Souburg, werd gespeeld door zestien teams. Het bekertoernooi werd gewonnen door SV Jong Ambon, die in de finale met 3–0 te sterk bleek voor FC Maluku, dankzij doelpunten van Bert Pentury, Piet Telussa en Arie Pentury. De troostfinale werd gewonnen door SC CHANS, die met 1–0 won van FC Tunas.[10]

- De tweede editie van de Soumokil-beker in 1973, waar zestien teams aan deelnamen, vond plaats tijdens de Landelijke sportdag van Zuidmolukkers op de sportterreinen aan de Spoorstraat in Oost-Souburg[8] werd gewonnen door een Moluks team uit de gemeente Leerdam, hoewel er verondersteld wordt dat de winnaar FC Pusparagam was, zijn er vooralsnog geen details van dit toernooi te vinden.[5]

- Aan de derde editie van het Soumokil-bekertoernooi in 1974, die op 7 juni gehouden werd op de Nassaulaanvelden te Middelburg, namen zestien Molukse voetbalclubs deel.[11] Het toernooi werd gewonnen door FC Maluku uit Capelle aan den IJssel.[5]

- De vierde editie van 1975 kende zestien deelnemende Molukse voetbalclubs. De teams werden verdeeld over vier poules.[5] SV Jong Ambon won de finale met 1–0 van FC Mutiara uit Breda, nadat Latuheru scoorde uit een voorzet van Frans Waissapi. De voetbalclub Boga Boga uit Heer behaalde een derde plaats na een 2–0 zege in de kleine finale op FC Bintang Muda, een Molukse tak van VV Lunteren.[12]

- De vijfde editie in 1976 werd gewonnen door FC Maluku.

- Aan de zesde editie van 1977, die weer gehouden werd op het Nassaulaan-sportterrein in Middelburg, namen vierentwintig teams deel.[13] De finale werd gespeeld tussen SV Jong Ambon en FC Bintang Muda uit Lunteren, die na een 2–2 gelijkspel in reguliere speeltijd, uiteindelijk met 4–2 werd beslist in de verlenging in het voordeel van de Jong Ambonezen.[14]

- Voor de zevende editie van 1978 trokken tweeëndertig Zuid-Molukse teams met circa 1500 supporters naar de Zeeuwse hoofdstad. De clubs werden verspreid over acht poules, waarna de eerstgeplaatsten de kwartfinales speelden. Nadat FC Maluku na strafschoppen van Jong Ambon gewonnen had in de kwartfinale, won de Capelse ploeg in de halve finale met 1–0 van FC Simbar en in de finale met 2–0 van FC Kondo Budjang uit Zaandam. FC Tunas won de strijd om de derde plaats van Simbar, daardat de Hoogeveners de strafschoppen beter namen.[7]

- De achtste editie van de Soumokil-Cup in 1979 werd gewonnen door FC Kondo Budjang uit Zaandam. Dit was een opmerkelijke prestatie, omdat dit team voornamelijk actief is als zaalvoetbalclub.

- De negende editie van de Soumokil-beker werd georganiseerd op 24 mei 1980 voor vierentwintig deelnemende teams. In de finale won SV Jong Ambon van FC Kondo Budjang met 1–0, dankzij een doelpunt van John Tuankotta, twee minuten voor tijd.[15]

- Tijdens de tiende editie in 1981 namen viertentwintig voetbalteams deel aan het bekertoernooi om de Soumokil-beker. In de halves finales wonnen SV Jong Ambon van FC Salawaku (1–0) en FC Maluku met 1–0 na strafschoppen van FC Kondo Budjang, waardoor Jong Ambon en FC Maluku elkaar troffen in de finale, waarbij 600 toeschouwers aanwezig waren. In de finale kwamen de Jong-Ambonezen in de eerste helft op voorsprong na doelpunten van Max Patty en Simon Tahamata. Na rust kwam de ploeg uit Capelle aan de IJssel terug tot 2–1, maar toen Frank Tuankotta voor 3–1 zorgde werd de finale beslist. De derde plaats werd gewonnen door FC Kondo Budjang, die de troostfinale met 3–0 won van VV Garuda Maluku.[16]

- Aan de elfde Soumokil-bekereditie van 1982 namen veertien Zuid-Molukse voetbalteams deel.[17] Vooralsnog ontbreken bronnen met verdere verslaggeving van het voetbaltoernooi, maar dit toernooi zou zijn gewonnen door VV Fadjar, een Moluks team uit Breukelen.[18]

- Aan de twaalfde editie van 1983 deden zestien Zuid-Molukse voetbalclubs mee. De beker werd voor de vierde maal gewonnen door FC Maluku, die met 2–1 de finale won van titelverdediger VV Fadjar uit Breukelen. De strijd om de derde plaats werd gespeeld tussen FC Tjili Padi en FC Chobitas. Na een 1–1 gelijkspel, won FC Chobitas na strafschoppen.[18]

- Voor de beker-edities tussen 1984 en 1987 ontbreken er vooralsnog bronnen. Een artikel uit 1989 beschrijft dat de strijd in die jaren om de hoogste eer telkens ging tussen FC Amboina en SV Jong Ambon.[19]

- De zestiende editie van 1987 om de Soumokil-wisselbeker vond plaats op 30 mei 1987 op het Sportpark De Kruitmolen. Zes teams werden verdeeld over twee poules.[20] OVer het verloop van dit toernooi zijn tot heden geen bronnen gevonden.

- Op de zeventiende editie van het toernooi om de Soumokil-beker van 1988 kwamen zo'n vierhonderd toeschouwers af, om te zien hoe zeven teams in een halve competitie speelden om de groepswinst en daarmee ook de bekertitel. SV Jong Ambon won het toernooi na vier overwinningen en twee gelijke spelen. Bintang Timur uit Ede was de vice-kampioen en SV Real Lunet behaalde de derde plaats. Aanvaller Wim Sabandar werd topscorer van het toernooi met vijf treffers.[21]

- De achttiende editie van het Soumokil-bekertoernooi in 1989 werd op 12 augustus gehouden en waren er acht deelnemende ploegen.[22] Het toernooi werd gewonnen door FC Amboina uit Assen. De Drenten toonden zich met afstand de sterksten door met drie punten voorsprong in de poule te eindigen voor SV Real Lunet uit Vught.[19]

Het toernooi van 1989 bleek de laatste editie van de Soumokil-beker. De befaamde Soumokil-beker zou zoek zijn geraakt en nadat er geen nieuwe edities meer werden georganiseerd, verdween het traditionele Zuid-Molukse voetbaltoernooi van de speelkalender.

## Opzet
De opzet van het toernooi varieerde per editie, evenals de competitievormen. Het deelnemersveld van de Soumokil-beker kon variëren tussen zeven en vierendertig Zuid-Molukse voetbalteams in Nederland, waarvan het merendeel van de edities gespeeld werd met vierentwintig teams.
De deelnemende teams strijdden tegen elkaar in poules. Tijdens de edities met een klein deelnemersveld werd de nummer 1 op de ranglijst aan het eind van de competitie benoemd als de bekerkampioen. In de edities met veel deelnemende teams werden de teams die in voorgaande poules goede resultaten hadden geboekt, in een knock-outschema geplaatst om in één wedstrijd om een plaats in de volgende ronde te spelen, waarin tot aan de finale gespeeld werd om het bekerkampioenschap.
Net als in de Molukse voetbalcompetitie (in Zuidoost-Azië), waar de meeste voetbalverenigingen op organisatorisch gebied een relatief korte levensduur hebben, waren er in Nederland veel voetbalteams die slechts aan één of een handjevol edities deelnamen. Over het algemeen werden de voetbalclubs die zowel op organisatorisch als sportief gebied sterk gestructureerd waren — en vaak ook aangesloten waren bij de KNVB —, geschaard tot de Zuid-Molukse topclubs die tevens jaarlijks favorieten waren voor de bekerwinst. Befaamde deelnemende clubs waren SC CHANS, SV Jong Ambon, FC Amboina, FC Maluku, FC Kondo Budjang, SV Real Lunet, FC Tunas.

## Statistieken

### Ranglijst
| Rang | Club             | Goud   | Goud                               | Zilver | Zilver     | Brons  | Brons      | Totaal |
| Rang | Club             | Aantal | Jaar                               | Aantal | Jaar       | Aantal | Jaar       | Totaal |
| ---- | ---------------- | ------ | ---------------------------------- | ------ | ---------- | ------ | ---------- | ------ |
| 1.   | SV Jong Ambon    | 6      | 1972, 1975, 1977, 1980, 1981, 1988 | 1      | 1978       | 1      | 1989       | 8      |
| 2.   | FC Maluku        | 4      | 1974, 1976, 1978, 1983             | 2      | 1972, 1981 | 0      |            | 6      |
| 3.   | FC Kondo Budjang | 1      | 1979                               | 2      | 1978, 1980 | 1      | 1981       | 4      |
| 4.   | VV Fadjar        | 1      | 1982                               | 1      | 1983       | 0      |            | 2      |
| 5.   | Boga Boga        | 0      |                                    | 0      |            | 2      | 1975, 1977 | 2      |
| 6.   | SV Real Lunet    | 0      |                                    | 1      | 1989       | 1      | 1988       | 2      |
| 7.   | FC Pusparagam    | 1      | 1973                               | 0      |            | 0      |            | 1      |
| 8.   | FC Amboina       | 1      | 1989                               | 0      |            | 0      |            | 1      |
| 9.   | FC Bintang Muda  | 0      |                                    | 1      | 1977       | 0      |            | 1      |
| 10.  | Bintang Timur    | 0      |                                    | 1      | 1988       | 0      |            | 1      |
| 11.  | FC Mutiara       | 0      |                                    | 1      | 1975       | 0      |            | 1      |
| 12.  | FC Tunas         | 0      |                                    | 0      |            | 1      | 1978       | 1      |
| 13.  | SC CHANS         | 0      |                                    | 0      |            | 1      | 1972       | 1      |
| 14.  | FC Chobitas      | 0      |                                    | 0      |            | 1      | 1983       | 1      |
| 15.  | Hai Nuela        | 0      |                                    | 0      |            | 1      | 1980       | 1      |